# 高根沢町
高根沢町（たかねざわまち）は、栃木県中央東部に位置し、塩谷郡に属する町。宇都宮市の北東約12kmに位置する。県内の町では壬生町、上三川町に次ぐ第3の人口を有する。
1958年（昭和33年）4月1日、同郡阿久津町と北高根沢村の合併によって発足した。平成の大合併以前は栃木県内で一番新しい町であった。宇都宮市への通勤率は27.9%、芳賀郡芳賀町への通勤率は13.7%（いずれも平成22年国勢調査）。

## 地理
町の東側に八溝山系の一端となる丘陵地帯、西側に鬼怒川があり、その中央部に水田を主体とする平坦地がある。
町域は東西に約11 km、南北に約12 kmで、町の西側は鬼怒川を挟んで宇都宮市（旧河内町）、東は那須烏山市、北はさくら市、南は芳賀町と市貝町に接する。総面積70.9 km2の約60%を農地が占めている。
標高は109m〜195mの間。市の堀用水（農業用水）、五行川、井沼川が流れる。

### 歴史
高根沢の地名の由来には、高原山の裾野（根）にある沢から来た説と、14世紀後半に上高根沢の権現山地域で、この一帯を治めていた高根沢新右衛門藤原兼吉の名が地名になったという説がある。
- 1889年4月1日 - 阿久津村（あくつむら）、北高根沢村（きたたかねざわむら）、熟田村（にいたむら）が発足。
- 1899年（明治32年）10月21日 -宝積寺駅開業。
- 1923年（大正12年）4月15日 - 仁井田駅開業。
- 1953年4月1日 - 阿久津村が町制施行、阿久津町となる。
- 1954年3月31日 - 熟田村が分村合併し、一部が北高根沢村に、残りは氏家町に合併する。
- 1958年4月1日 - 阿久津町・北高根沢村が合併、高根沢町となる。
- 1959年3月31日 - 高根沢町の一部（上阿久津）が氏家町に編入。
- 1969年8月-御料牧場が千葉県成田市より移設される。
- 1993年1月1日 - 塩谷郡氏家町と境界変更。
- 1993年12月1日 - 塩谷郡氏家町と境界変更。
- 2010年2月1日 - 芳賀郡芳賀町と境界変更。

- 2019年-大嘗祭の儀式大嘗宮の儀で使う米を収穫する「悠紀地方の斎田」に選ばれた。 献上米の品種は「とちぎの星」
- 2020年 令和の大嘗祭において歌人・篠弘によって詠進された、高根沢町をイメージして詠まれた稲舂歌（いなつきうた）の記念碑を設置

## 人口
| |                                          |  |
| 高根沢町と全国の年齢別人口分布（2005年） | 高根沢町の年齢・男女別人口分布（2005年） |  |
| ■紫色 ― 高根沢町 ■緑色 ― 日本全国 | ■青色 ― 男性 ■赤色 ― 女性                |  |
| 高根沢町（に相当する地域）の人口の推移 \| 1970年（昭和45年） \| 20,662人 \| \| \| 1975年（昭和50年） \| 21,859人 \| \| \| 1980年（昭和55年） \| 22,765人 \| \| \| 1985年（昭和60年） \| 23,662人 \| \| \| 1990年（平成2年） \| 26,328人 \| \| \| 1995年（平成7年） \| 27,785人 \| \| \| 2000年（平成12年） \| 29,777人 \| \| \| 2005年（平成17年） \| 30,915人 \| \| \| 2010年（平成22年） \| 30,436人 \| \| \| 2015年（平成27年） \| 29,639人 \| \| \| 2020年（令和2年） \| 29,229人 \| \| |                                          |  |
| 総務省統計局 国勢調査より |                                          |  |
| 1970年（昭和45年） | 20,662人                                 |  |
| 1975年（昭和50年） | 21,859人                                 |  |
| 1980年（昭和55年） | 22,765人                                 |  |
| 1985年（昭和60年） | 23,662人                                 |  |
| 1990年（平成2年） | 26,328人                                 |  |
| 1995年（平成7年） | 27,785人                                 |  |
| 2000年（平成12年） | 29,777人                                 |  |
| 2005年（平成17年） | 30,915人                                 |  |
| 2010年（平成22年） | 30,436人                                 |  |
| 2015年（平成27年） | 29,639人                                 |  |
| 2020年（令和2年） | 29,229人                                 |  |

## 行政
- 高根沢町長[2]

| 代 | 氏名       | 就任                      | 退任                      | 備考       |
| -- | ---------- | ------------------------- | ------------------------- | ---------- |
| 1  | 小林弘美   | 1958年（昭和33年）4月30日 | 1962年（昭和37年）4月29日 |            |
| 2  | 小林弘美   | 1962年（昭和37年）4月30日 | 1966年（昭和41年）4月29日 |            |
| 3  | 赤羽譲一   | 1966年（昭和41年）4月30日 | 1970年（昭和45年）4月29日 |            |
| 4  | 赤羽譲一   | 1970年（昭和45年）4月30日 | 1974年（昭和49年）4月29日 |            |
| 5  | 赤羽譲一   | 1974年（昭和49年）4月30日 | 1978年（昭和53年）4月29日 |            |
| 6  | 阿久津勝一 | 1978年（昭和53年）4月30日 | 1982年（昭和57年）4月29日 |            |
| 7  | 阿久津勝一 | 1982年（昭和57年）4月30日 | 1986年（昭和61年）4月29日 |            |
| 8  | 鈴木順     | 1986年（昭和61年）6月30日 | 1990年（平成2年）6月28日  |            |
| 9  | 鈴木順     | 1990年（平成2年）6月29日  | 1993年（平成5年）2月22日  |            |
| 10 | 岡田幸雄   | 1993年（平成5年）4月4日   | 1997年（平成9年）4月3日   |            |
| 11 | 岡田幸雄   | 1997年（平成9年）4月4日   | 1998年（平成10年）6月12日 | 在任中死去 |
| 12 | 高橋克法   | 1998年（平成10年）8月2日  | 2002年（平成14年）8月1日  |            |
| 13 | 高橋克法   | 2002年（平成14年）8月2日  | 2006年（平成18年）8月1日  |            |
| 14 | 高橋克法   | 2006年（平成18年）8月2日  | 2010年（平成22年）8月1日  |            |
| 15 | 高橋克法   | 2010年（平成22年）8月2日  | 2013年（平成25年）3月21日 |            |
| 16 | 加藤公博   | 2013年（平成25年）4月21日 | 2017年（平成29年）4月20日 |            |
| 17 | 加藤公博   | 2017年（平成29年）4月21日 | 2021年（令和3年）4月20日  |            |
| 18 | 加藤公博   | 2021年（令和3年）4月21日  | 現職                      |            |

## 経済

### 産業
- 町の基幹産業は稲作を中心とする農業であったが、昭和50年代から誘致企業の立地が進み、1996年には栃木県によってソフトリサーチパーク「情報の森とちぎ」（SSCT）が造成し、企業の研究開発拠点が進出した。宇都宮市のベッドタウン化も進んで大きく様変わりしつつあり、人と自然、緑とハイテク「人・緑・元気」をキーワードとして、農工商の調和の取れた産業振興を目指している。2024年を目処にキリンビール旧栃木工場跡地（2010年10月に閉鎖。栃木県高根沢町花岡）に医療機器製造販売のマニーが本社機能を移転すると発表[3]している。

- 町として起業支援施設「CREATORS DEPARTMENT」を宝積寺駅前に整備し、町民による創業促進や創業希望者の誘致を図っている[4]。

- 同じ宝積寺駅の東側には2006年、建築家隈研吾設計の「ちょっ蔵館」が完成（2007年東口完成、2008年4月西口完成）。その大谷石を再生し新たな息吹を注いだ地元の歴史を生かした造りである。また、この舗装には籾殻舗装を使用している。

#### 農作物
- 米（コシヒカリ）商品名：したつづみ 2019年の大嘗祭では、高根沢町が東日本の悠紀田の地として定められ、宮内庁がとちぎの星の精米180kgと玄米7.5kgを買い取った[5]。

- たばこ
- 麦
- 苺
- 梨
- 枝豆
- 金ゴマ[6]

#### 製造業
- 朝日屋本店本社
- 宇津救命丸本社・高根沢工場
- 麒麟麦酒栃木工場（下野花岡駅付近に所在。1971年 - 2010年10月）
- 本田技研工業高根沢工場（1990年5月 - 2004年4月）
  - 四輪新機種開発センター（1995年-）
- マニー株式会社高根沢工場
- タイガースポリマー栃木工場
- 砂部工業団地

#### 金融機関
- 栃木銀行宝積寺支店 - 町指定金融機関[7]
- 足利銀行宝積寺支店

#### 研究開発拠点
- テイ・エス テック（旧：東京シート株式会社）技術センター
- 日立Astemo栃木事業所（旧：株式会社ケーヒン栃木オフィス・栃木開発センター）
- ジーテクトC&C栃木
- ホンダロックR&Dセンター栃木
- TKC高根沢事業所

### 町の特色
有機肥料を作る、というコンセプトを基にした生ごみ堆肥化施設「土づくりセンター」が平成11年に完成。平成12年に建設した「びれっじセンター」において、土づくりセンターで作られた土（「たんたんくん」）を使って安全で美味しい地産地消の作物づくりを行い、循環型社会を目指している。また、土は提携水田や希望農業者の畑等に使用され、そこで収穫された米や野菜は学校給食で使用されているほか、農協の農産物直売所において購入することが可能である。
町の地域振興の核となる「高根沢町元気あっぷむら」では温泉が沸き、2020年から道の駅としてリニューアル。農産物直売所、グランピング施設、レストランを併設。
西南端は皇室の食料を生産している広々とした御料牧場（宮内庁）がある。
西の宇都宮市（旧河内町）との境に流れる鬼怒川の河川敷には「鬼怒グリーンパーク」（栃木県）があり、休日は親子連れ、コスモスの季節には観光客で賑わう。
環境学習施設「エコ・ハウスたかねざわ」を中核としたリサイクルの動きも活発化し、給食センターから出される廃油を燃料としたバイオエタノールで走る車を給食運搬車として走らせるなど、環境に対する多くの試みがなされている。
商業面では、ティ・エス・テック株式会社（技術センター）、マニー株式会社高根沢工場、システムソリューションセンター栃木（略称：SSCT）などを擁し、環境保全に高い基準をおいた企業誘致を行い、商業と農業のバランスが取れた住環境を目指している。
町立図書館が分館を含めて町内に3館ある。蔵書総数は約25万点。（2019年3月31日時点）。

### ふるさとづくり事業
コミュニティ活動の中心となる各地区の集会施設や地区公民館等の整備や活用に努め、また住民活動の中から生まれてきたまちづくり活動に行政が積極的に関わりをもつ「行政参加型のまちづくり」を展開することにより"only one"のまちづくりを目指す。

## 地域

### 町名一覧
- 大字飯室（いいむろ）
- 大字石末（いしづえ）
- 大字太田（おおた）
- 大字大谷（おおや）
- 大字柿木沢（かきのきざわ）
- 大字上阿久津（かみあくつ）
- 大字上柏崎（かみかしわざき）
- 大字上高根沢（かみたかねざわ）
- 大字亀梨（かめなし）
- 大字給部（きゅうぶ）
- 大字栗ケ島（くりがしま）
- 大字桑窪（くわくぼ）
- 光陽台（こうようだい）一丁目 - 六丁目

- 大字下柏崎（しもかしわざき）
- 大字寺渡戸（てらわたど）
- 大字中阿久津（なかあくつ）
- 大字中柏崎（なかかしわざき）
- 大字西高谷（にしごうや）
- 大字狭間田（はさまた）
- 大字花岡（はなおか）
- 大字平田（ひらた）
- 大字伏久（ふすく）
- 大字文挾（ふばさみ）
- 大字宝積寺（ほうしゃくじ）
- 宝積寺一丁目～二丁目
- 宝石台（ほうせきだい）一丁目〜五丁目

### 教育

#### 高等学校
- 栃木県立高根沢高等学校

#### 中学校
- 高根沢町立阿久津中学校
- 高根沢町立北高根沢中学校

#### 小学校
- 高根沢町立阿久津小学校
- 高根沢町立中央小学校
- 高根沢町立北小学校
- 高根沢町立上高根沢小学校
- 高根沢町立西小学校
- 高根沢町立東小学校

上高根沢小学校では、2010年4月から通常の通学区域にかかわらず、町全域からの通学が可能な「小規模特認校制度」を実施。

#### フリースクール
- ひよこの家 - 登校できるようにすることを目的としない、不登校児童のためのフリースクール。全国的にも珍しいタイプの不登校児童のための施設。

#### 保育園
- 高根沢町立たから保育園（公設民営）
- 高根沢町立ひまわり保育園（公設民営）
- 高根沢町立にじいろ保育園
- 高根沢町立のびのび保育園

- 空と大地保育園（私立）
- こばと保育園（私立）
- 陽だまり保育園（私立）
- ゆうゆうランド高根沢園 （私立）

#### 児童館
- 児童館みんなのひろば（町立）
- 児童館きのこのもり（町立）

#### 幼稚園
- 高根沢第二幼稚園（私立）
- 親和幼稚園（私立）

#### 学童保育
- 阿久津小学校学童クラブ
- 西小学校学童クラブ
- 東小学校学童クラブ
- 北小学校学童クラブ
- 中央小学校学童クラブ
- 上高根沢小学校学童クラブ

#### 子育て支援施設
- 子育て支援センターれんげそう
- ファミリーサポートセンター（町立・2011年10月開設）

いずれもにじいろ保育園敷地内

## 町の施設

### 生涯学習施設
- 農村環境改善センター
- 町民ホール
- 宝積寺タウンセンター
- 高根沢町図書館（中央館、仁井田分館、上高根沢分館） / 公民館
- 仁井田地区コミュニティセンター
- 上高根沢地区コミュニティーセンター
- 歴史民俗資料館
- エコ・ハウスたかねざわ（環境学習施設）

### 体育施設
- 町民広場（野球場、陸上競技場、弓道場、軟式テニスコート、相撲場、農業者トレーニングセンター（体育館））
- 石末運動場（サッカー場、ソフトボール場）
- 情報の森テニスコート
- 武道館（柔道場、剣道場）
- 仁井田体育館（アリーナ、スカッシュコート、卓球）
- キリン体育館 / 運動場

### その他の施設
- 福祉センター
- 保健センター
- ちょっ蔵広場（ホール、商業支援施設、情報発信館、駐車場）

## 郵便・電話
郵便番号は「329-12xx」が該当する。集配局は町内全域が高根沢郵便局の管轄となる。

### 郵便局
- 高根沢郵便局（07043）
- 熟田（にいた）郵便局（07116）
- 北高根沢郵便局（07134）
- 柏崎簡易郵便局（07709）
- 高根沢亀梨簡易郵便局（07735）
- 宝積寺中台簡易郵便局（07751）

### 電話番号
町内全域が宇都宮MAの管轄となり、市外局番は「028」。一部地域（後述）を除き収容局は以下のビルが該当し、市内局番は以下の通り。
- 宝積寺局：675、680
- 熟田局：676

下記地域は高根沢町外の収容局が管轄となる。
- 栃木芳賀局：677、687
  - 大字上高根沢の一部地域が該当。

## 交通

### 鉄道路線
中心となる駅：宝積寺駅
東日本旅客鉄道（JR東日本）
■ 宇都宮線（東北本線）
- - 宝積寺駅 -

■烏山線
- 宝積寺駅 - 下野花岡駅 - 仁井田駅 -

町内ではないが、上高根沢地区(御料牧場)南側から至近距離に 宇都宮ライトレール「芳賀・高根沢工業団地停留場」が存在する

### 道路
- 一般国道
  - 国道4号
  - 国道408号
- 県道（主要地方道）
  - 栃木県道10号宇都宮那須烏山線
  - 栃木県道64号宇都宮向田線
- 一般県道
  - 栃木県道101号宝積寺停車場線
  - 栃木県道156号石末真岡線
  - 栃木県道176号杉山石末線
  - 栃木県道181号上高根沢氏家線
  - 栃木県道225号花岡狹間田線
  - 栃木県道341号宝積寺太田線

### 路線バス
関東自動車（旧・東野交通）により複数の系統が運行されていたが、2021年10月1日の宇都宮東武〜氏家駅線の廃止をもって高根沢町内を運行する関東自動車のバス路線は全廃となり、2024年時点で町内に路線バスは運行されていない。

### デマンド型交通
デマンド交通システム「たんたん号」（委託事業・事前登録制）
2009年9月まで東野交通により運行されていた宇都宮東武 - 宝積寺 - 杉山線の路線廃止に伴い、翌10月より運行開始された。路線バスから継承された経緯により、運行開始当初は市貝町の一部も運行エリアに含んでいたが、利用実績の乏しさから2022年3月をもって市貝町への乗り入れを廃止した。

## 名所・旧跡・観光スポット・祭事・催事

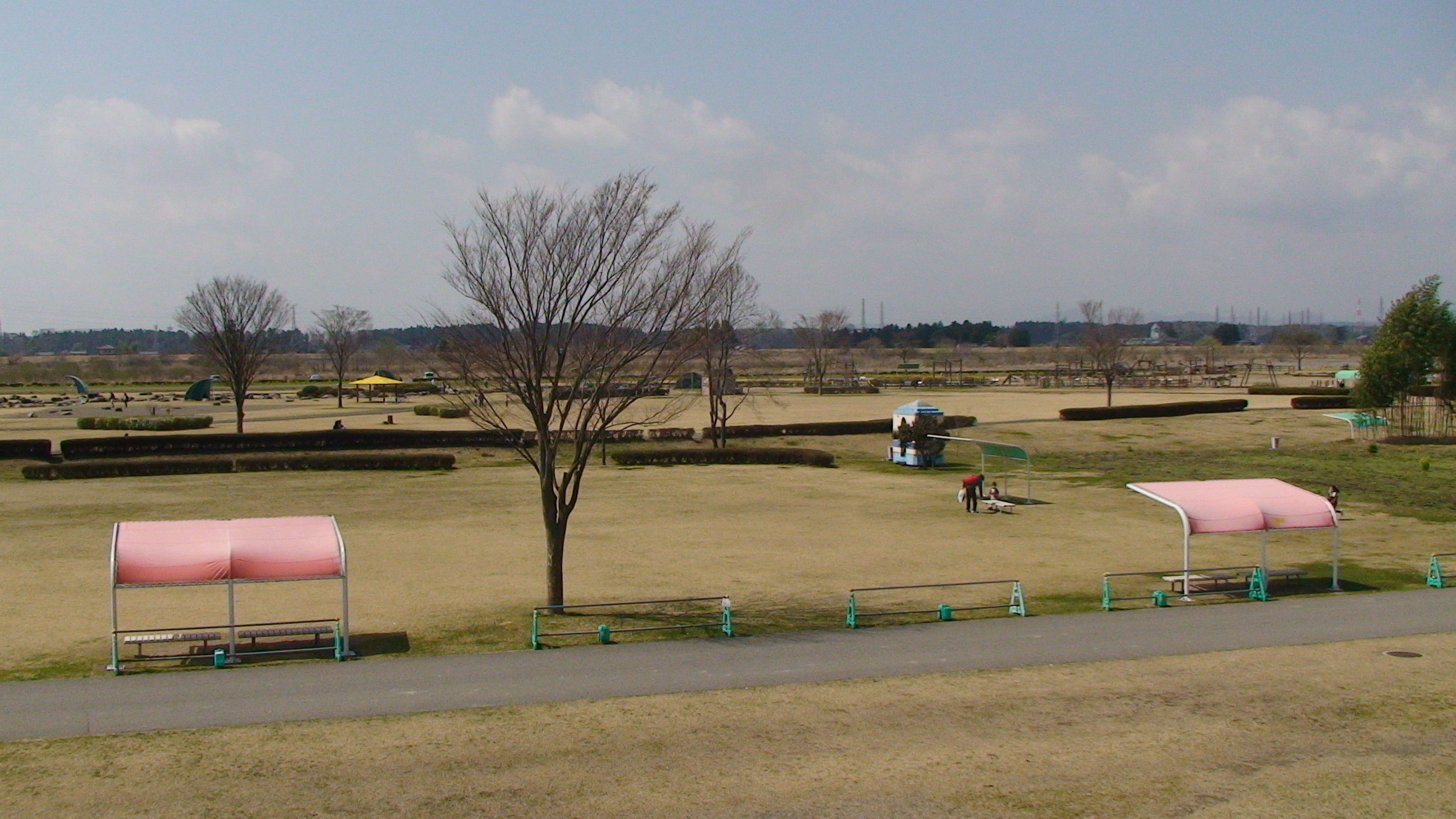
鬼怒グリーンパーク

- 高根沢温泉（元気あっぷむら）
- 道の駅たかねざわ 元気あっぷむら
- 御料牧場
- 鬼怒グリーンパーク
- 栃木県民ゴルフ場
- 宇津史料館・宇津薬師堂
いずれも宇津救命丸高根沢工場敷地内。宇津薬師堂は高根沢町指定文化財。
- 安住神社
  - 上高根沢太々御神楽
上高根沢の住民が明治初年から継いできた神楽（かぐら）。豊作や村内の安全などを願い、安住神社、長宮稲荷神社（寺渡戸）の祭礼に奉納されている。演目は『天日鷲神』をはじめ、三十六座あり、神々の面と衣装、道具などにより平舞・幣舞・荒舞・乱舞に大別される。後継者不足に悩みながらも地元の熱意で伝承され、「県の祭り百選」にも登録されている。
- おだきさん（全国「疏水百選」）
五行川の田園地帯に唯一残る湧水地である。木立に包まれた清い湧水には小魚たちが群れ泳ぎ、その流れには葦や水草が茂ってのどかな水辺の風景を形づくっている。名称の由来は、廻谷に住む貧しく美しい娘おだきさんの入水伝説によるもので、池のほとりには見目家の水に因む祠堂がある。「おだきさん」は、従前から大切な用水として地元民の共同作業で維持され、現在も水田水路として活用されている。（座標）
- 加茂神社梵天祭
明治45年から桑窪加茂神社で雷を呼ぶ祭りとして行われている。当初、周り番で1本のみの奉納であったが、現在は、桑窪内の4集落が1本ずつ梵天をつくり奉納している。桑窪の梵天祭は、梵天をそれぞれ神社拝殿に突き込むという点で他の地域にはない独特の風習が見られ、毎年3月の第二日曜日に行われている。

## 出身・ゆかりのある著名人

### 政治家
- 見目清（初代・政治家）
- 見目清（2代・政治家、実業家）
- 高橋克法（政治家）

### スポーツ選手
- 岡田幸文（元プロ野球選手・元千葉ロッテマリーンズ所属、楽天ゴールデンイーグルスコーチ）
- 村上之宏 (元プロ野球選手（投手）、元南海ホークス所属）
- 荻原健太（サッカー選手・元ソニー仙台FC所属）

### 学術
- 加藤正世（昆虫学者）

### 美術・芸術・芸能・工芸
- 菅野祐悟（作曲家）
- 山本楓（オーボエ・とちぎ未来大使）
- 佐藤和男（指揮者）
- 野中万寿夫（俳優・劇団四季）
- 直井卓俊（プロデューサー）
- 北條高史（折り紙作家。日本折紙学会評議員。「TVチャンピオン」第2代折り紙王）
- 阿久津忠男（陶芸家）
- 小堀栄寿（古代衣装研究家）
- 野澤輸出（お笑い芸人・元ダイヤモンド）[10]
- 真島悦也（漫画家）
- 萩原浩司（山と渓谷社取締役・日本山岳会常務理事）[11]